# Fujiwara no Asatada
Fujiwara no Asatada (藤原 朝忠, aussi 中納言朝忠 (), Chūnagon Asatada) (né en 910, mort le 19 janvier 966) est un poète de waka du milieu de l'époque de Heian et un membre de la noblesse japonaise. Il fait partie de la liste des trente-six grands poètes et l'un de ses poèmes est inclus dans la célèbre anthologie Hyakunin Isshu.
Les poèmes d'Asatada sont inclus dans plusieurs anthologies impériales de poésie dont le Gosen Wakashū. Il existe une collection personnelle de poèmes appelée Asatada-shū.